# Кудрявцев, Анатолий Александрович
Анато́лий Алекса́ндрович Кудря́вцев (4 декабря 1937, Москва — 5 января 2015, там же) — заместитель командующего дальней авиацией по политической части (с 1992 года по воспитательной работе), генерал-лейтенант.

## Биография
Анатолий Кудрявцев родился в Москве 4 декабря 1937 года. Его отец был таксистом, мать — ткачихой. Учился в 417 школе, в старших классах занимался в аэроклубе. После окончания школы поступил в Пензенскую авиационную школу лётчиков-истребителей, после окончания которой поступил в Сызранское истребительное авиационное училище. Службу проходил в Саратове, Уссурийске, Чехословакии. Окончил академию Генерального штаба. Занимался подготовкой лётчиков для демонстрации авиационной техники иностранным делегациям. Впоследствии были организованы лётно-пилотажные группы «Стрижи» и «Русские Витязи». Он дальник . Пилотажные группы в Кубинке - истребители.
В 1981 году ему было присвоено воинское звание генерал-майор. Он становится заместителем главкома дальней авиации СССР по политической работе. В отставку ушёл в 1993 году в звании генерал-лейтенанта.
Увлекался собиранием моделей самолётов и фалеристикой авиационной тематики.

### Смерть
В последние годы жизни страдал раком желудка, на момент смерти в четвёртой стадии. Его мучили сильные боли, а из-за несовершенства законодательства необходимых обезболивающих невозможно было купить. 5 января 2015 года, не выдержав боли, Анатолий Кудрявцев повесился на дверной ручке, оставив записку, в которой он просил не винить никого в его смерти.